# 元康 (晋)
元康（げんこう）は、西晋の恵帝の治世に使われた元号（291年 - 299年）。

## 出来事
永平元年（291年）3月に改元した。

## 西暦との対照表
| 元康 | 元年  | 2年   | 3年   | 4年   | 5年   | 6年   | 7年   | 8年   | 9年   |
| 西暦 | 291年 | 292年 | 293年 | 294年 | 295年 | 296年 | 297年 | 298年 | 299年 |
| 干支 | 辛亥  | 壬子  | 癸丑  | 甲寅  | 乙卯  | 丙辰  | 丁巳  | 戊午  | 己未  |